# Hugo Svetoviktorski
Hugo Svetoviktorski, nemški avguštinski menih, teolog, filozof, pedagog in mistik, opat samostana Svetega Viktorja v Parizu * ok. 1096, † 1141, Pariz.

## Življenje
Rodil se je okoli leta 1096 verjetno nekje na Saškem ali Flamskem, umrl pa je v Parizu, 11. februarja 1141. Ime Svetoviktorski ima po samostanu Svetega Viktorja v Parizu, ki ga je vodil in jo je v začetku 12. stoletja ustanovil Viljem iz Champeauxa. Šola je bila namenjena tako za izobraževanje menihov kot tudi za zunanje študente. Hugo Svetoviktorski je vodil zadnjih osem let. 
Bil je zelo nadarjen vzgojitelj. S svojim teološkim delom je imel velik vpliv v Cerkvi. Bil je vzor pobožnosti in univerzalne izobrazbe. Imenovali so ga “drugi sveti Avguštin.”
Veliko je premišljeval o odnosu med vero in razumom, med posvetnimi znanostmi in teologijo. Menil je, da vse znanosti ne le koristijo razumevanju Svetega pisma, pač pa imajo tudi veljavo same v sebi in jih je treba gojiti, da bi se razširilo človekovo znanje in odgovorilo na njegovo hrepenenje po spoznanju resnice. Študentom je priporočal, naj nikoli ne omejujejo hrepenenja po učenju. V svoji razpravi o metodiki vedenja in pedagogiki, ki jo je naslovil Poučevanje (Didascalicon), pravi: “Rad se uči od vseh, česar še ne veš. Modrejši od vseh bo tisti, ki se bo hotel česa naučiti od vseh. Kdor kaj dobi od vseh, je na koncu bogatejši od vseh.”

## Filozofija
Napisal je uvod v študij teorije, praktike, mehanike, logike in obrtnih veščin (tkalstva, kovaštva, kmetijstva in lova). Predvsem pa je cenil študij Svetega pisma, zakramentov in moralnega življenja. Nanj so vplivali Avguštin, Psevdo-Dionizij, Boecij in Aristotel.
Hugo Svetoviktorski je vztrajal pri zgodovinsko-dobesednem pomenu Svetega pisma. Menil je, da je treba pred odkrivanjem simbolnega pomena in moralnih naukov, ki nam jih ponujajo biblijske zgodbe, spoznati pomen zgodbe, ki jo opisuje Sveto pismo, in se vanjo poglobiti. 

## Delo
Didascalicon de studio legendi (Didascalicon)
Didascalicon je njegovo najbolj znano delo. V rokopisu je ohranjen tudi v Sloveniji v skriptoriju v Stični. V njem se je Hugo Svetoviktorski podal na pot do spoznanja po poti zdravega razuma. Modrost je zanj razsvetljevalni dejavnik, ki človeka osvetli, da lahko spoznava samega sebe.
Vsebuje sistematičen pregled znanosti na srednjeveško enciklopedičen način in s prevladujočim poudarkom na Božji Modrosti in razodetju. 
Pravi, da je branje ontološko ozdravljujoča tehnika.
V Didascaliconu izpostavi, da je filozofija prizadevanje za modrost, njej ne manjka nič, ampak je živi um in edini prvobitni smisel stvari. Potem gre korak naprej in pove, da je filozofija, po drugačni opredelitvi, premišljevanje o smrti, kar je posebej primerno za kristjane, saj so ti zavrgli “stremenje tega sveta” (živijo podvrženi disciplini, v podobnosti svoje prihodnje domovine = najverjetneje ima v mislih posmrtno življenje). 
Nato pride do teologije, katere intelektibilna oziroma razumska resničnost je tisto, kar vedno obstaja po sebi. To, česar ne dojamejo človekovi čuti, temveč le um in intelekt, raziskuje Boga in netelesnost duše ter premišljuje o bistvu filozofije in o tem, kaj je sploh resnični pomen te vede.
Vednost razdeli na teologijo, matematiko in fiziko. Teoretsko vednost razdeljuje na 'cogitatio' (soznavanje zunanjega sveta), 'meditatio' (spoznavanje samega sebe) in 'contemplatio' (spoznavanje najvišje resničnosti, Boga), ki je hkrati mistično zrenje. 
Opazimo lahko tudi njegovo namero bralcu priporočiti, kako se bere Sveto pismo. Spet se namreč poigra s števili, na primer s številom tri in trojnim umevanjem svetega besedila.
Trije načini umevanja so v okvirih zgodovine, alegorije in tropologije. Kasneje pa lahko tudi razberemo odgovora na vprašanji, kaj je sad svetega branja in kaj je celoten božanski nauk.  

#### Ostala dela
- De sacramentis christianae fidei (“O skrivnostih krščanske usode”), v katerem je predstavil svoje mišljenje o teologiji in mističnih idejah od Boga do angelov in naravnih zakonov.

- In Hierarchiam celestem commentaria (“Komentar o nebeški hierarhiji) je pravzaprav komentar na delo krščanskega teologa in filozofa Psevdo-Dionizija.

- In Salomonis Ecclesiasten

- De arca Noe morali De arca Noe mistica

- De tribus diebus

- De sapientia animae Christi

- De unione corporis et spiritus

- Epitome Dindimi in philosophiam

- Practica Geometriae

- De Grammatica

- Soliloquium de Arrha Animae

Njegova dela so napisana v latinščini, velika večina pa jih je prevedenih v angleščino, Didascalicon pa tudi v slovenščino s spremno besedo Ivana Illicha.